# Siège de Dantzig (1813)
Pour les articles homonymes, voir Siège de Dantzig.
Sixième Coalition
Batailles
Campagne de Russie (1812)
- Liste des batailles
- Mir
- Moguilev
- Ostrovno
- Vitebsk
- Kliastitsy
- Smolensk
- 1re Polotsk
- Valoutina Gora
- Moskova
- Moscou
- Winkowo
- 2e Polotsk
- Maloïaroslavets
- Gorodnia
- Czaśniki
- Viazma
- Smoliani
- Krasnoï
- Bérézina

Campagne d'Allemagne (1813)
- Dantzig
- Lunebourg
- Möckern
- Lützen
- Bautzen
- Reichenbach
- Haynau
- Luckau
- Hoyerswerda
- Lauenbourg
- Goldberg
- Gross Beeren
- Katzbach
- Dresde
- Kulm
- Dennewitz
- Peterswalde
- Liebertwolkwitz
- Leipzig
- Hanau
- Sehested
- Torgau
- Hambourg

Campagne de France (1814)
- Sainte-Croix-en-Plaine
- Besançon
- Mayence
- Metz
- Saint-Avold
- 1re Saint-Dizier
- Brienne
- La Rothière
- Campagne des Six-Jours (Champaubert
- Montmirail
- Château-Thierry
- Vauchamps)
- Mormant
- Montereau
- Bar-sur-Aube
- Saint-Julien
- Laubressel
- Berry-au-Bac
- Craonne
- Coutures
- Laon
- Soissons
- Mâcon
- Reims
- Saint-Georges-de-Reneins
- Limonest
- Arcis-sur-Aube
- Fère-Champenoise
- 2e Saint-Dizier
- Meaux
- Claye
- Villeparisis
- Paris

- Feistritz
- Caldiero (en)
- Trieste
- Mincio

- Hoogstraten (de)
- Anvers
- Berg-op-Zoom
- Courtrai

Le siège de Dantzig (1813) est une opération militaire autour de la ville éponyme (aujourd'hui Gdansk) par les troupes russes et prussiennes contre les troupes de l'Empire français et de la confédération du Rhin de janvier 1813 à janvier 1814 pendant la guerre de la Sixième Coalition. La garnison française et alliée, formée des restes de la Grande Armée à l'issue de la retraite de Russie, résiste pendant 11 mois avant de capituler.

## Contexte

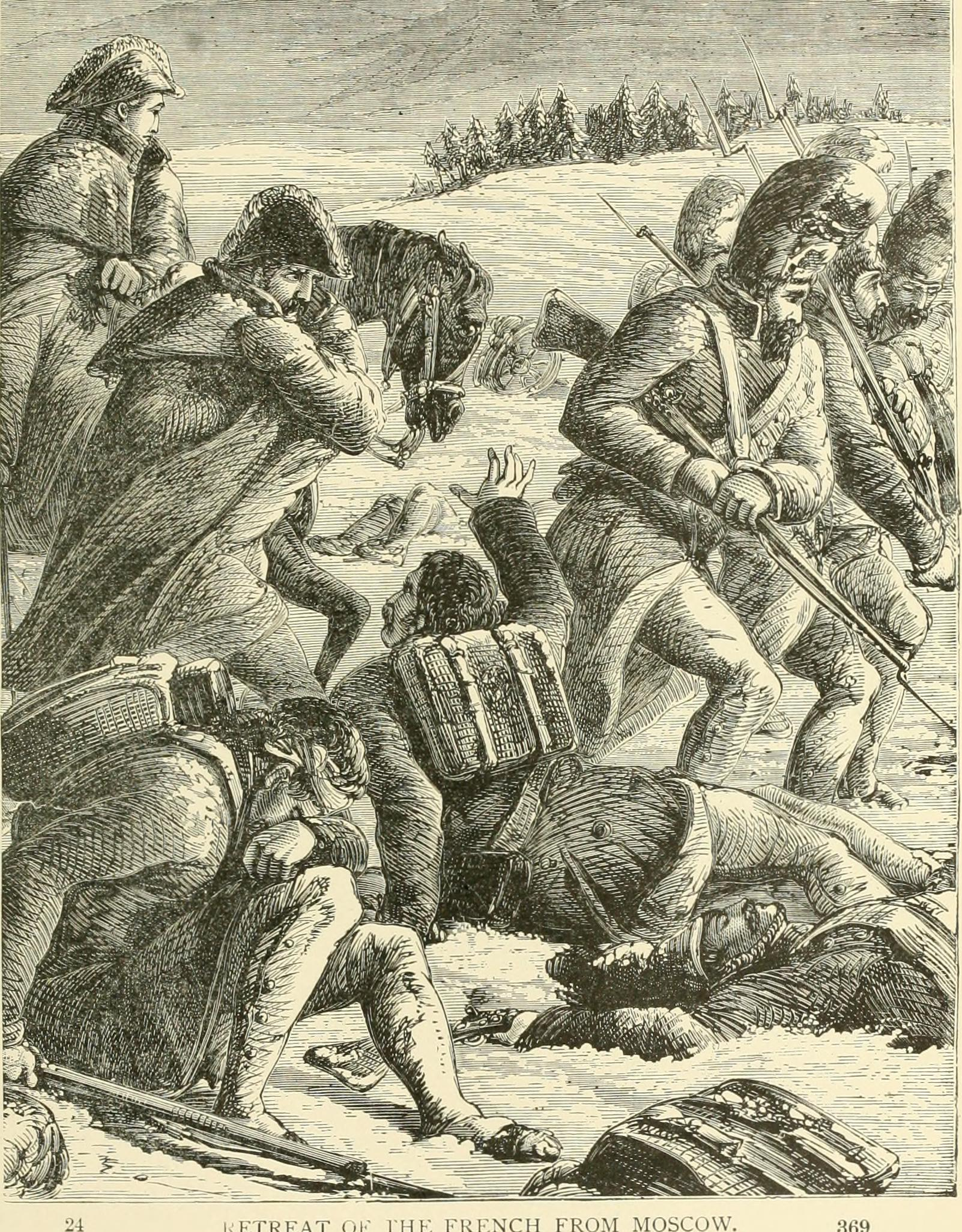
La retraite de Russie, gravure de Henry Davenport Northrop, 1903.

Au début de 1813, la république de Dantzig est un petit État sous tutelle française à la suite du Traité de Tilsit de 1807. Ville de 60 000 habitants, se situant à l'embouchure de la Vistule et sur les bords de la mer Baltique, elle commande les voies stratégiques entre le duché de Varsovie, sous le protectorat de la France et du royaume de Saxe, et le royaume de Prusse, allié très réticent de Napoléon. Pendant la campagne de Russie, Dantzig constitue un grand dépôt de vivres, munitions, fourrages, armes et équipements que Napoléon, coupé de ses lignes d'approvisionnement pendant sa marche sur Moscou, n'a pas pu utiliser. À l'issue de la désastreuse retraite de Russie, les restes du 9e corps de la Grande armée, avec un grand nombre de malades et de blessés, doivent y prendre leurs quartiers d'hiver. De plus, politiquement, cette place sert à surveiller les Prussiens dont la loyauté est de plus en plus douteuse : le 30 décembre 1812, le général prussien Yorck a signé un accord de neutralité avec les Russes.  
Le 1er janvier 1813 Joachim Murat, roi de Naples, qui commande la Grande Armée depuis le départ de Napoléon rentré à Paris, quitte Kœnigsberg, où il avait son quartier général, pour se diriger sur Elbing, puis Marienbourg. La division Heudelet, une des rares unités intactes de la Grande Armée car elle n'a pas pris part à la marche sur Moscou, tient la ville de Kœnigsberg depuis le début de la campagne : elle est chargée de couvrir la retraite du 9e corps et du peu qui reste du 10e corps (maréchal Macdonald) après la défection des Prussiens de Yorck. Ces troupes se dirigent vers Dantzig : elles sont suivies de près par l'armée russe du nord, commandée par Pierre Wittgenstein, qui atteint Kœnigsberg le 3 et en ressort pendant la nuit du 4 au 5.

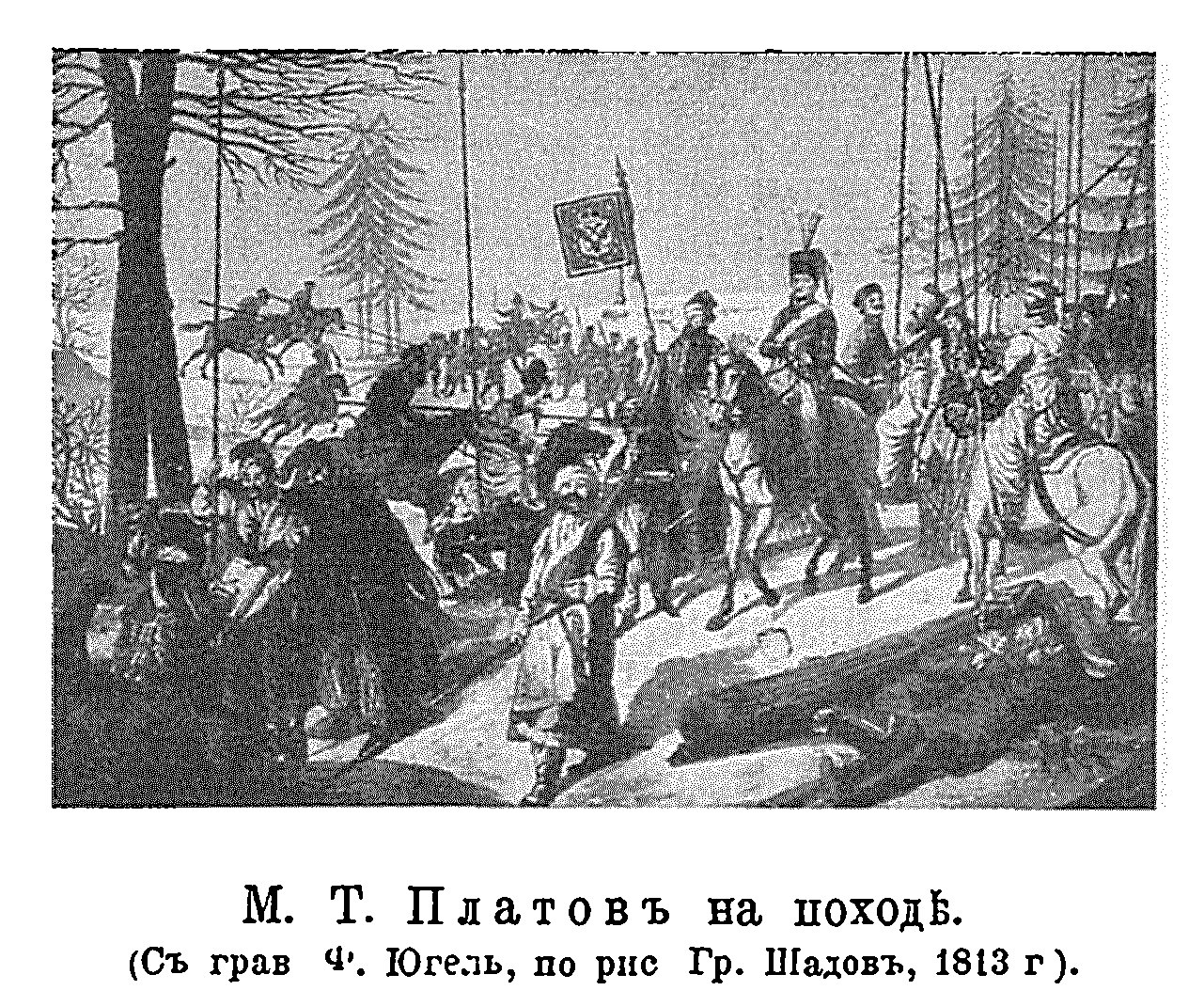
Les cosaques de l'ataman Platov, gravure russe, v. 1911-1915.

Le prince Eugène, qui reprend le commandement de l'armée après le départ de Murat, se dirige vers Marienwerder avec le 4e corps. Les débris du 1er corps sont destinés à former la garnison de Toruń. Le 6e corps doit faire le chemin de Plock à Posen, les 2e et 3e corps  devant passer la Vistule à Marienbourg lors de leur jonction avec le 10e, ce qui a lieu dans la nuit du 11 au 12. 
La 30e division d'infanterie, récemment levée avec 1 500dragons, est envoyée du Mecklembourg à Kœnigsberg pour escorter les restes des 9e et 10e corps jusqu'à Dantzig. Ils sont harcelés jusqu'à la Vistule par les cosaques de l'ataman Platov.
Le général Gilbert Bachelu, commandant l'arrière garde de la colonne, avait déjà eu un engagement à Tapiau, est attaqué à  (en), à Rosenberg et lors du passage de la Vistule. Le général Benjamin Gault, posté à Bohnsak avec une brigade de la garnison de Dantzig, culbute une partie de l'avant-garde ennemie qui s'avançait par la barre qui séparait la Vistule de la mer.

## Déroulement

### Fortifications
Napoléon avait engagé de grandes dépenses pour faire de Dantzig la base de ses opérations en Europe du Nord. Une enceinte presque circulaire, garnie de 20 bastions, est bordée au nord par la Vistule, à l'est et au sud par des inondations artificielles, à l'ouest par une hauteur protégée par les forts du Bichofsberg et du Hagelsberg, tandis que l'excellente rade est en état d'accueillir une flotte importante. Plusieurs chaînes de forts relient Dantzig à l'avant-port de Weichselmünde et, sur l'autre rive de la Vistule, à Farvaser. Cependant, au début du siège, les défenses ne sont pas achevées, beaucoup de murs n'existent qu'à l'état d'ébauche et les soldats doivent reprendre les travaux : le froid descendant jusqu'à −26 °C, il faut allumer des grands feux pour dégeler le sol et pouvoir le creuser. En outre, la glace du fleuve, assez épaisse pour porter des hommes et des canons, offre un terrain favorable aux attaquants.

### État de la garnison
La garnison, à l'origine, se compose d'une division napolitaine sous le commandement du général d'Estrées et de la 3e brigade de la division Heudelet soit 6 000 combattants. 
Le comte de Riencourt, témoin oculaire, décrit l'état des troupes hétéroclites qui viennent se resserrer dans la ville au terme de la retraite :

« Déjà cette place avait une faible garnison. Quelques débris échappés aux désastres de la retraite vinrent aussi se jeter dans la ville. Le tout forma un corps d'environ 36 000 hommes, appartenant à vingt nations différentes et à plus de cent corps divers. Un des bataillons de prisonniers espagnols que Napoléon, avec son art de tirer parti des hommes de toutes conditions, avait organisé en pionniers militaires, venait compléter cette disparate. La confusion qui pouvait résulter de l'agglomération de tant d'éléments divers était le moindre mal d'une telle composition. Avec les soldats armés, s'étaient jetés dans la ville une foule d'hommes gelés, écloppés, malades, épuisés de faim et de fatigue, et portant dans leur sein le germe de cette fièvre pernicieuse [le typhus] qui fit tant de ravages dans les villes ou passèrent les débris de l'armée, et surtout dans les places fortes, où il fallut fermer les portes derrière eux. Dantzig fut la plus maltraitée de toutes ces places, puisque, après six semaines de blocus, de 36 000 hommes qui s'y étaient enfermés, il n'y en avait plus que 5 à 6 mille en état de porter les armes. »

D'après Riencourt, les approvisionnements de la place étaient beaucoup moins abondants que ne le prétendait le journal impérial Le Moniteur : la plus grande partie des vivres avaient été envoyés à la Grande Armée ou entassé dans des entrepôts pris par l'ennemi, de sorte que les assiégés manquent presque complètement de bétail, viande salée, riz, légumes secs, eau-de-vie et sel. Pendant le siège, ils dépendent en partie des villages compris dans la vaste enceinte des fortifications.

### Jusqu'à l'armistice de Pleiswitz
Le 12 janvier, Macdonald atteint la place : l'ordre de Murat était de placer ses troupes sous les ordres du général Rapp. Dès le 14, des courriers avec la ville sont interceptés et le 20, elle est coupée du monde.
Du 29 janvier au 6 février, un mamelon entre les villages de Striesen, Stolzenberg et Langenfurth change plusieurs fois de mains.
Le 5 mars une échauffourée, dans les mêmes lieux, met aux prises six régiments d'infanterie et deux de cosaques opposés aux quatre bataillons du général Rapp, un régiment napolitain du général d'Estrées et un du général Bachelu qui les prend de flanc. La journée se solde pour les Russes par la perte de 1 500 hommes, un obusier et 500 prisonniers, les Français en perdant 700.
En mars, le blocus naval devient effectif avec l'arrivée de 59 pièces de siège.
Le 24 mars, le général Bachelu fait une sortie pour ravitaillement et occupe Matschkau et Borgfeld ; le général Gault prend Saint-Albrecht, le tout laissant 350 prisonniers russes aux mains des Français.
En ce même temps, l'épidémie tue jusqu'à 200 hommes par jour et notamment le général Gault le 6 avril.
Le 15 avril deux bataillons polonais commandé par Szembeck et Potocki prennent le village de Brentau. Le prince Albert de Wurtemberg venait de remplacer le général russe Friedrich von Löwis of Menar à la tête des troupes assiégeantes.

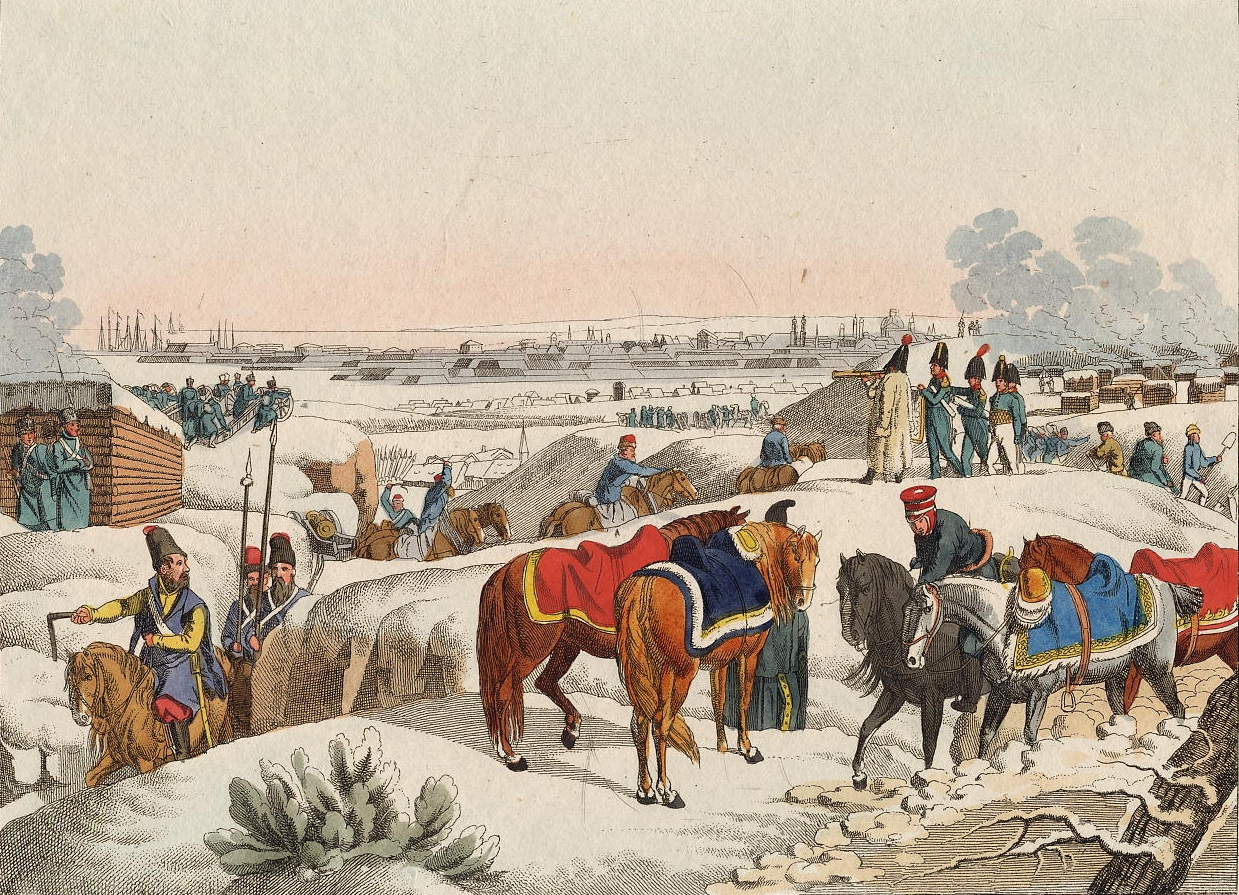
Siège de Dantzig par les Russes, gravure de Johann Michael Voltz, Nuremberg, 1820.

Le 27 avril, le général Bachelu avec 1 200 hommes et 350 chevaux commandé par le colonel Farine, une batterie légère polonaise et une autre à pied sortent de l'île de Holm vers la presqu'île de Nerhung. Là, pendant quatre jours, ils réquisitionnent plus de 500 bêtes à cornes, 400 têtes de menus bétail, du foin, de la paille, de l'avoine et tout ce qui peut être transporté par la flottille préparée par les marins ; les pertes ennemies s'élèvent à 300 morts et 250 prisonniers.
Le 9 juin, après quelques engagements sans grande importance sur le poste de Stolzenberg de la part des Russes, la plus grande partie de la garnison fait une sortie : le général Grandjean avec sa division, le général Devilliers et sa division avec six canons et le général Heudelet avec la sienne plus une partie de celle du général d'Estrées ainsi que quatre escadrons de cavalerie, sous les ordres du général Cavaignac ; l'avancée sur le camp ennemis de Pitzkendorf. Cette sortie permet de faire du fourrage ainsi que des seigles verts. Le camp russo-prussien perd 1 800 hommes et celui des Français 400 hommes.
Le 10 juin, les troupes engagées à Dantzig sont informées de l'armistice de Pleiswitz, signé le 4 juin entre Napoléon et les coalisés, ce qui permet de commencer le ravitaillement de la place de Dantzig ; mais le 1er juillet, le duc de Wurtemberg fait suspendre le ravitaillement à la suite d'accrochages avec le corps de partisans de Lützow ; il ne rentre que les deux tiers des approvisionnements prévus par le traité avant la rupture de l'armistice le 6 août.
Le général Rapp organise les employés des administrations en bataillon les officiers et sous-officiers qui excédaient dans les cadres des compagnies existantes et ceux qui étaient dans des compagnies détruites sont groupés dans trois nouveaux bataillons. Ces quatre bataillons formèrent le régiment du roi de Rome chargé du service à l'intérieur de la place. Tous les habitants qui ne sont pas portés sur la liste des contribuables et qui n'ont pas de moyens de se procurer des vivres reçoivent l'ordre de quitter la place.

### Reprise des hostilités
Le 28 août, une attaque russe a lieu vers Ohra. Le lendemain, 4 régiments d'infanterie et un régiment de cosaques attaquent la porte de Langenfurth sur deux colonnes où se trouvait un détachement de Polonais, ainsi qu'une autre venant de Schidlitz à Niederfeld. Cette affaire oblige le général Rapp à faire prendre les armes par toute la garnison pour repousser cette offensive.
Le 2 septembre, la flottille coalisée intervient pour la première fois en bombardant les forts de Neufahrwasser et Weichselmunde. Les troupes arrivent par la vallée de Koenigsthal et le village de Striesen sur Langenfurth, New-Scottland et Schell-Muhl. À Langenfurth le capitaine Fahrbeck, qui commande une maison crénelée avec 80 soldats bavarois, westphaliens et napolitains, doit se retirer devant des forces supérieures avant l'arrivée de la colonne de renfort qui venait de la ville et qui était commandée par le capitaine Marnier (aide de camp de Rapp). La colonne envoyée par le général Devilliers ne peut que faire la même chose pour le poste d'une autre maison crénelée. Les travaux entrepris depuis le cessez-le-feu du 10 juin doivent être suspendu. En effet, l'arrivée de nouvelles pièces de sièges permet au duc de Wurtemberg de lancer des bombes le 8 entre les lignes et la ville. Mais, les 9 et 10, Dantzig, l'île d'Holm et le camp de Zigankenberg sont pris pour cible par des obusiers et des canons qui tirent sans discontinuer. Le couvent des dominicains, converti en hôpital, prend feu. Le faubourg  de Schottenhauser est la cible d'une vive attaque, une autre vise la porte d'Oliwa devant Langenfurth. Les assaillants prennent plusieurs fois d'assaut les ouvrages qui protégeaient Schottenhauser et finissent par s'y loger avec la perte de plus de mille hommes.
Le 17 septembre, les coalisés terminent d'armer les nouvelles batteries qui commencent le bombardement en mettant le feu à deux casernes dans l'enceinte. Le 18, le feu prend encore dans sept endroits en la ville. Les 19 et 20, les incendies s'étendent à 22 magasins et casernes mais aussi à de nombreuses maisons. Sur la demande des habitants, le sénat envoie une demande au duc pour qu'il laisse laisser sortir la population, mais il ne l'autorise qu'en ce qui concerne les enfants qui sont accueillis. Une guerre psychologique était entreprise pour faire sortir les alliés de la Grande Armée, les désertions allant en s'accroissant parmi les Saxons, Westphaliens et Bavarois.
La nuit du 1 au 2 novembre, une attaque a lieu vers les avant-postes de Schidlitz, Stolzenberg et Ohra ; en même temps des incendies ravagent à l'intérieur de la place des hôpitaux, plusieurs casernes et des magasins de vivres, entraînant de graves conséquences pour l'approvisionnement des hommes.

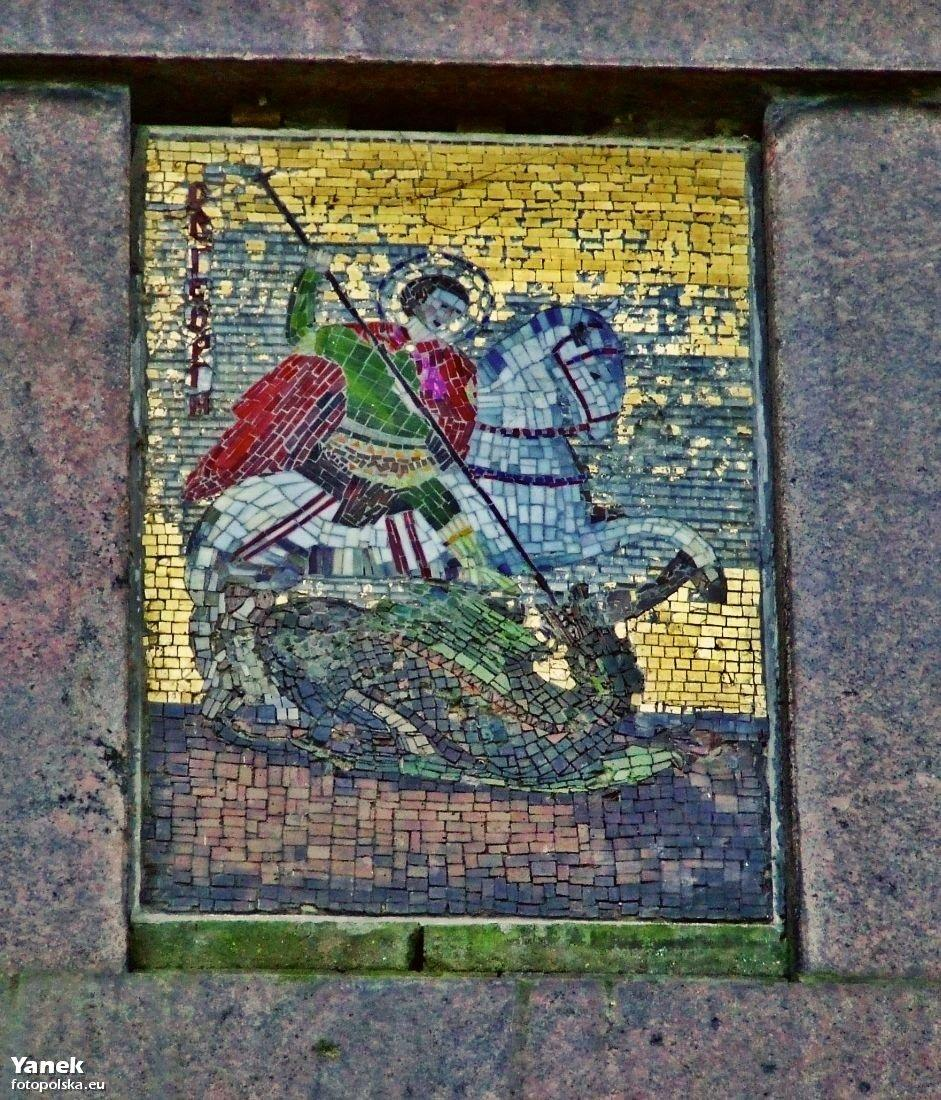
Monument russe commémorant le siège, Gdańsk, 2011.

Les négociations de reddition commencent en novembre, la rédaction étant achevée le 30 novembre, mais l'empereur Alexandre Ier de Russie n'en accepte pas les termes. Plusieurs contingents d’États qui avaient rejoint la coalition après la bataille de Leipzig avaient déjà quitté la ville.

## Épilogue
Le général Rapp finit par signer la capitulation le 29 décembre 1813, tout en regrettant le non-respect de la parole donnée. La garnison se rend le 2 janvier 1814. Les Français sont emmenés en Russie comme prisonniers de guerre : 14 généraux, 9 000 soldats, 1 300 armes à feu.

### Sources
- Victoires conquêtes désastres revers et guerres civiles des Français de 1789 à 1815, Panckouke et Lecointe, Paris, 1836, tome 12, pages 166 à 182
- Frédéric Guillaume de Vaudoncourt, Histoire de la guerre soutenue par les Français en Allemagne en 1813, t.1, Paris, 1819
- Adrien-Roger de Riencourt, Défense de Dantzig en 1813, Firmin Didot, Paris, 1845,  (ISBN 978-2014439335)